# Шимановские
Шимановские (пол. Szymanowscy herbu Ślepowron‎)— дворянский род.
Согласно «Общему Гербовнику»:

Предки фамилии Шимановских, многие служили в 1654 и других годах дворянские службы и от Государей жалованы были на вотчину грамотой. Потомки этого рода находились в разных чинах и владели деревнями.
- Шимановский, Юлий Карлович (1829—1868) — русский хирург, профессор.

## Описание герба
В щите, разделённом перпендикулярно надвое, в правой половине в голубом поле находится серебряный гриф, обращённый в левую сторону. В левой половине, в красном поле, изображён золотой крест, на поверхности которого видна птица, держащая во рту перстень, а внизу креста серебряная подкова, обращённая шипами вниз.
Щит увенчан дворянскими шлемом и короной. Намёт на щите красный и голубой, подложенный золотом.